# Storia dell'Egitto greco e romano
Le conquiste di Alessandro Magno portarono l'Egitto nell'orbita del mondo greco. Dopo circa tre secoli di dominio da parte della dinastia tolemaica, fu incorporato nello Stato romano (30 a.C.), alla morte di Cleopatra, dopo la sconfitta ad Azio. Alla morte di Teodosio I (395) l'Egitto entrò a far parte dell'Impero romano d'Oriente, fino alla conquista araba (641).

## Egitto tolemaico
Tra il 332 e il 331 a.C. Alessandro Magno, re di Macedonia, dopo una sterile resistenza da parte dei Persiani, conquistò l'Egitto, dove fu accolto come un liberatore. Infatti, era in quel paese africano che la pressione persiana era maggiormente avvertita e meno accettata. Alessandro ricompensò gli Egiziani riordinando l'amministrazione: abbandonando il modello delle satrapie persiane, fino ad allora da lui adottato per i territori conquistati, vennero nominati due governatori indigeni, Petisi e Doloaspi. L'amministrazione delle finanze fu invece affidata a un greco residente in Egitto, Cleomene di Naucrati. Ai macedoni e ai greci al seguito di Alessandro e ai membri della sua corte furono assegnate solo cariche militari, ma non civili.
Alessandro dimostrò inoltre grande rispetto per gli dei del paese, visitò Menfi e si recò fino all'oasi di Siwa nel deserto libico, dove esisteva un celebre santuario oracolare del dio Amon (assimilato dai Greci a Zeus). Il responso oracolare lo dichiarò qui figlio del dio, offrendogli un punto di partenza per l'istituzione di un culto divino per il monarca.
Nella regione del Delta del Nilo, decise la fondazione della nuova capitale Alessandria d'Egitto, la prima delle molte città a cui diede il suo nome. Nel 331 partì per la spedizione contro i Persiani.
In seguito alla morte di Alessandro nel 323 a.C., il suo impero fu diviso tra i suoi generali. Tolomeo, figlio di Lago, uno dei più stretti collaboratori di Alessandro, fu nominato satrapo dell'Egitto, e presto si autoproclamò sovrano, anche se non prese il titolo di re fino al 305 a.C.
Come Tolomeo I Sotere ("Salvatore") fondò la Dinastia tolemaica, la quale regnerà sull'Egitto per 300 anni. Tutti i sovrani di sesso maschile della dinastia ebbero il nome "Tolomeo". Poiché i re tolemaici adottarono l'usanza egizia di sposare le proprie sorelle, molti sovrani regnarono congiuntamente alle loro spose, che erano di stirpe reale. La famosa Cleopatra fu la sola regina tolemaica a regnare da sola, dopo la morte del fratello-marito Tolomeo XIII.

### I primi Tolomei (305-222 a.C.)
I primi Tolomei costituirono una monarchia assoluta in continuità con la tradizione faraonica e rispettarono le credenze religiose e le usanze degli Egiziani, costruendo nuovi templi per le divinità egizie. Tolomeo I riformò l'amministrazione del paese, senza alterarne le antiche abitudini e conservando la tradizionale distinzione tra Alto e Basso Egitto. Il paese era diviso amministrativamente in nomoi, a capo dei quali c'era il nomarca, a cui Tolomeo affiancò lo stratego greco. Dall'inizio del III secolo a.C. migliaia di veterani macedoni e greci furono ricompensati con assegnazioni di terre in Egitto e numerosi coloni greci si stabilirono nei villaggi di tutta la regione. Si diffuse l'uso della lingua greca, le principali città assunsero nomi greci, Omero e gli altri autori classici venivano studiati nelle scuole. Le divinità greche furono assimilate alle divinità egizie locali, trasformandone il culto e l'aspetto in senso ellenistico. In ogni caso l'Alto Egitto, più lontano dal centro del governo, fu meno interessato dall'immigrazione greca, finché Tolomeo I non fondò la colonia greca di Tolemaide di Tebaide per farla diventare la capitale della regione, al posto dell'antica Tebe. I Greci, comunque, rimasero sempre una minoranza privilegiata nell'Egitto tolemaico, poiché ricevevano un'educazione greca ed erano considerati cittadini come se fossero stati in Grecia. Gli Egiziani erano considerati inferiori e furono di rado ammessi alle cariche più alte e ai più alti livelli della cultura greca.

#### Tolomeo I Sotere

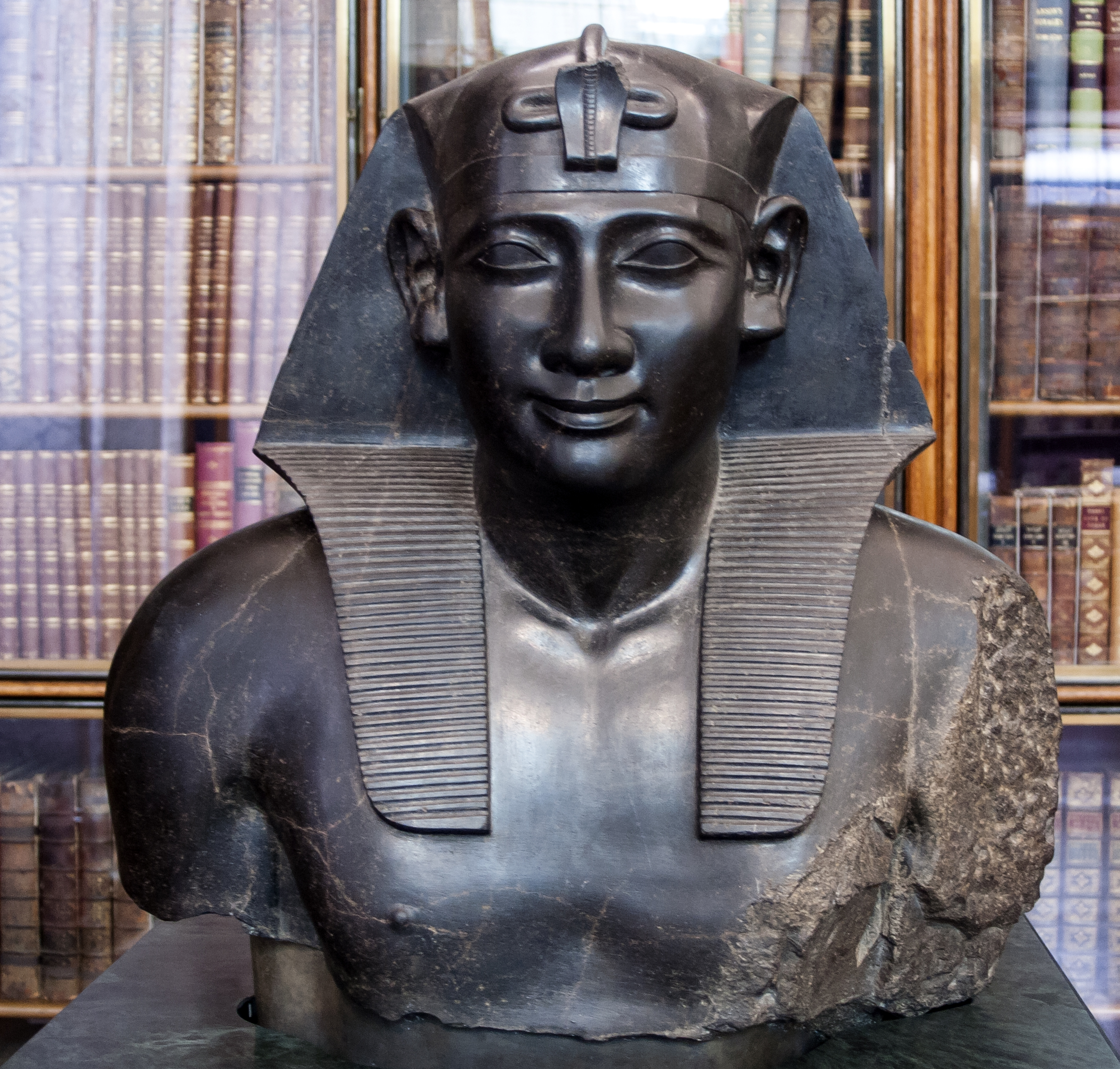
Tolomeo I in basalto (EA1641). British Museum, Londra.

Quando Antigono I, re della Siria, tentò di riunire l'impero di Alessandro, Tolomeo prese parte alla coalizione contro di lui. Nel 312 a.C. alleato con Seleuco I, satrapo di Babilonia, sconfisse Demetrio I, figlio di Antigono, nella battaglia di Gaza.
Nel fu conclusa una pace tra i contendenti, ma nel 309 a.C. la guerra scoppiò di nuovo. Tolomeo occupò Corinto e altre parti della Grecia, anche se perse Cipro dopo una battaglia navale nel 306 a.C. Antigono tentò poi nel 311 a.C. di invadere l'Egitto, ma non vi riuscì. Nel 302 a.C. vi fu un'altra coalizione contro Antigono, alla quale partecipò Tolomeo. Quando Antigono fu sconfitto e ucciso nella Battaglia di Ipso nel 301 a.C. Tolomeo ottenne la Palestina.
In seguito Tolomeo non prese parte ad altre guerre, anche se riconquistò Cipro nel 295 a.C.
Nel 290 a.C. circa intraprese i lavori di costruzione del Museo e della Biblioteca di Alessandria.
Avendo dato sicurezza al regno, Tolomeo nel 285 a.C. associò al regno e designò come successore il figlio avuto dalla terza moglie Berenice, escludendo il primogenito Tolomeo Cerauno. Morì nel 283 a.C. all'età di 84 anni, lasciando al figlio un regno stabile e ben governato.

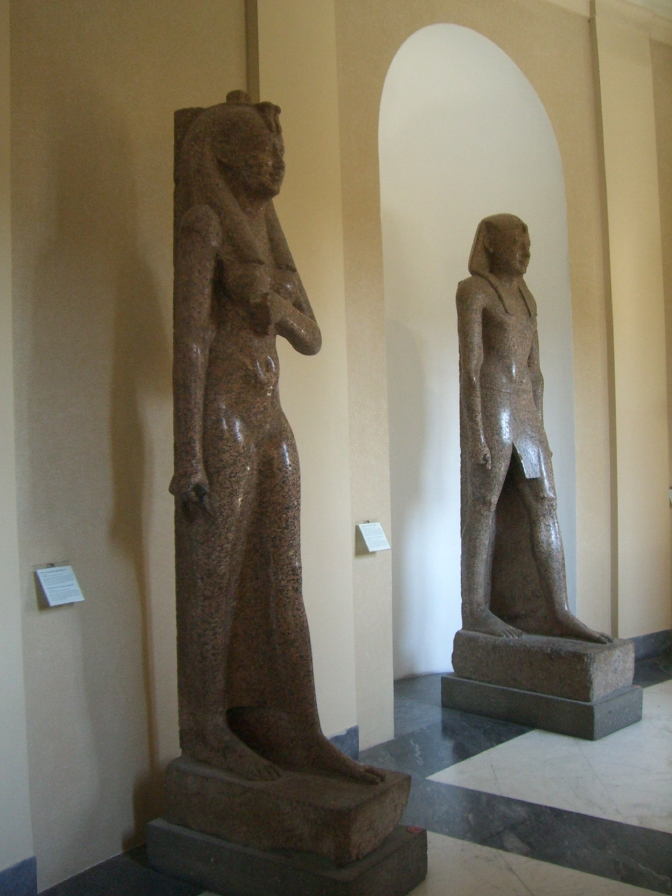
Colossi di Tolomeo II e Arsinoe II. Museo gregoriano egizio, Città del Vaticano.

#### Tolomeo II Filadelfo
Tolomeo II Filadelfo succedette al padre come re d'Egitto nel 283 a.C. Fu impegnato nella Prima Guerra Siriaca contro i Seleucidi in Celesiria (c. 276-271 a.C.) e nella cosiddetta Guerra Cremonidea contro Antigono II Gonata in Grecia. La Seconda Guerra Siriaca ebbe esito incerto e si concluse nel 253 a.C. con il matrimonio tra Antioco II e Berenice, figlia di Tolomeo. Le campagne consentirono all'Egitto di espandersi su tutto il Mar Mediterraneo orientale, avendo ottenuto il controllo delle regioni costiere di Cilicia, Panfilia, Licia e Caria.
Sposò in prime nozze Arsinoe I, figlia di Lisimaco, e nel 276-275 a.C. circa si unì alla sorella Arsinoe II, aggiungendo al suo impero i possedimenti della moglie nel mar Egeo.
A lui e ai suoi consiglieri si deve l'assetto generale del sistema burocratico del regno, basato sulla divisione del territorio in nomi, al comando di generali, controllati dal Diochetes, il primo ministro. Tolomeo istituì anche il culto del sovrano, divinizzando alcuni membri della dinastia. Inoltre arricchì e ampliò il Museo e la Biblioteca di Alessandria.

#### Tolomeo III Evergete
Tolomeo III Evergete ("il benefattore") succedette al padre nel 246 a.C. e sposò Berenice II di Cirenaica, che gli portò in dote la regione. Dal 246 al 241 a.C. condusse con successo una guerra contro Antioco II (la Terza guerra siriaca), in quanto questi aveva ripudiato la moglie Berenice, sua sorella. La vittoria segnò l'apice del potere dell'Egitto tolemaico, che controllava gran parte delle coste dell'Asia Minore e della Grecia.
Durante il suo regno l'Egitto conobbe un momento di grande splendore e il culto di stato del sovrano come incarnazione del dio raggiunse l'acme. L'Evergete iniziò anche la costruzione del tempio di Edfu, uno dei maggiori dell'Egitto.

### Declino dei Tolomei (222-168 a.C.)
Nel 222 a.C. Tolomeo III morì e gli succedette suo figlio Tolomeo IV Filopatore. Antioco III il Grande mosse una serie di attacchi in Palestina, nel 221 e durante la quarta guerra siriaca, che iniziata nel 219 ebbe termine nel 217 con la vittoria egiziana nella Battaglia di Rafia. Ciononostante l'Egitto conobbe un periodo di rivolte interne che portarono alla costituzione, verso il 208, del regno indipendente della Tebaide governato dall'usurpatore Haruennefer.

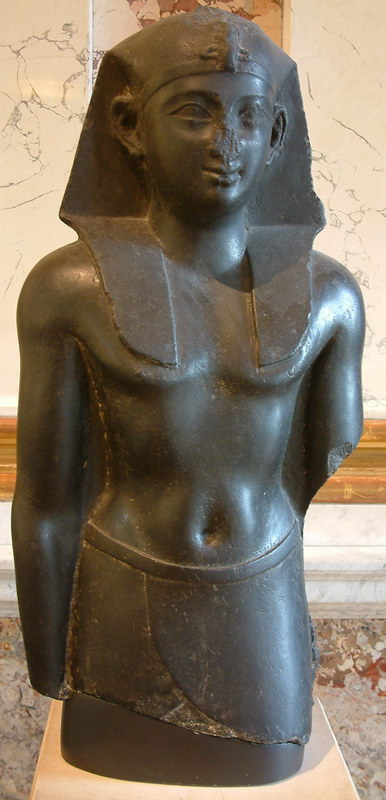
Faraone tolemaico in basalto (A 28), forse il giovane Tolomeo V. Museo del Louvre, Parigi.

Tolomeo V Epifane, figlio di Tolomeo IV e Arsinoe III, fu collega del padre probabilmente a partire dal 210, anno della sua nascita. Essendo ancora piccolo, alla morte del padre, il governo fu retto dai suoi tutori. All'interno scoppiarono rivolte che durarono due decenni, mentre sul fronte esterno Antioco III invase nuovamente la Palestina fino alla sua definitiva conquista nella battaglia di Panion nel 200 circa (quinta Guerra siriaca). Contemporaneamente Filippo V di Macedonia si impossessò delle isole dell'Egeo e delle città della Tracia, fatto che provocò l'intervento di Roma e la seconda Guerra macedonica. Nel 197 a.C. Tolomeo fu dichiarato maggiorenne e intorno al 194 a.C. sposò la principessa seleucide Cleopatra I. Sul fronte interno, continuarono le rivolte capeggiate da Haruennefer e Ankhuennefer in Tebaide, riconquistata nel 186 a.C., e nel Delta. In politica estera Tolomeo strinse rapporti di amicizia con i Romani.
Nel 180 a.C. gli succedette il figlio Tolomeo VI Filometore. Essendo un bambino, regnarono al suo posto prima la madre Cleopatra I, e alla sua morte, avvenuta nel 176, due tutori. Nel 170 a.C. Antioco IV Epifane invase l'Egitto, depose il Filometore e si fece incoronare re d'Egitto (169 a.C.). La cosa provocò una rivolta ad Alessandria, dove fu proclamato re il fratello di Tolomeo, con il nome di Tolomeo Evergete II, detto il Fiscone.

### Gli ultimi Tolomei (168-51 a.C.)
Quando Antioco si ritirò nel 168 a.C., i due fratelli governarono insieme alla sorella Cleopatra II per alcuni anni sotto il controllo di Roma. Nel 164 il Filometore fu cacciato, ma tornò l'anno dopo, cedendo al fratello Cirene e la Libia. Nel 155 Tolomeo VI sconfisse definitivamente il fratello. Dopo una fortunata campagna iniziata nel 150, venne nominato re seleucide insieme con Demetrio II. Morì in battaglia nel 145 a.C.
Dopo il breve regno del figlio di Tolomeo VI, Tolomeo VII Neos Filopatore, nel 144 a.C. divenne re Tolomeo VIII. Sposata la sorella Cleopatra II, dopo due anni la ripudiò per sposare la figlia di lei Cleopatra III. Intorno al 130 a.C. Cleopatra II costrinse il fratello a lasciare l'Egitto e a rifugiarsi a Cipro. Da qui l'Evergete tornò nel 127. Alla sua morte, avvenuta nel 116, presero il potere Cleopatra III e suo figlio Tolomeo IX Sotere II (Latiro). Questi, dopo aver accettato come correggente il fratello Tolomeo X Alessandro I, dovette fuggire dall'Egitto nel 107.
In seguito alle morti della madre e del fratello, riconquistò il regno nell'88 e lo tenne assieme alla figlia Cleopatra Berenice, fino alla morte avvenuta nell'80. Il suo successore Tolomeo XI Alessandro II, figlio di Tolomeo X, non regnò a lungo. Dopo che ebbe ucciso la matrigna e moglie Cleopatra Berenice, fu assassinato dagli Alessandrini nello stesso anno in cui era salito al trono. Il suo testamento, probabilmente falso, lasciava l'Egitto a Roma.
Sempre nell'80 a.C. divenne sovrano un figlio di Tolomeo IX, Tolomeo XII Neo Dioniso (Aulete). L'Egitto era di fatto un protettorato di Roma, che si impadronì della Libia e di Cipro. Nel 58 a.C. Tolomeo XII fuggì a Roma, in seguito a una rivolta della popolazione di Alessandria, ma tre anni più tardi i Romani lo restaurarono al potere. Morì nel 51 a.C., lasciando il potere al piccolo figlio Tolomeo XIII, che regnò insieme alla sorella e moglie Cleopatra VII.

### Il regno di Cleopatra VII (51-30 a.C.)
In questo periodo il Regno d'Egitto fu uno dei più acerrimi nemici di Roma, e la sua regina, Cleopatra VII, che sperava di dominare sull'intero Mediterraneo, fu uno dei personaggi più pericolosi per il nascente impero romano.

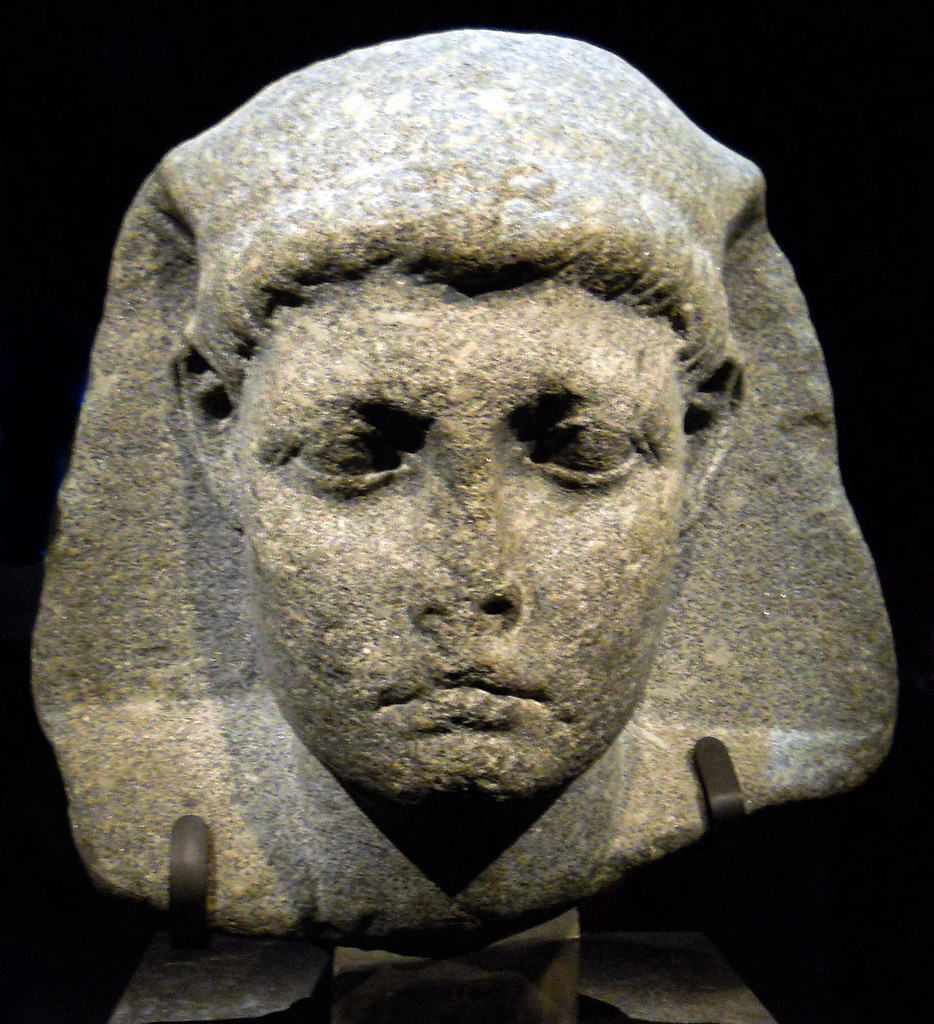
Tolomeo XV Cesare in granodiorite (SCA 88). Bibliotheca Alexandrina, Alessandria d'Egitto.

Durante il regno di Cleopatra la storia egiziana si fuse con la storia generale del mondo romano, anche per l'assassinio di Pompeo in Egitto nel 48 a.C. Dopo la guerra civile alessandrina, che portò alla morte del giovane Tolomeo XIII, sconfitto in battaglia da Gaio Giulio Cesare nel 47 a.C., fu nominato collega e marito di Cleopatra suo fratello Tolomeo XIV. Nel 44 a.C. Cleopatra lo fece uccidere e regnò insieme al presunto figlio di Giulio Cesare Tolomeo XV Cesarione. In seguito Cleopatra si alleò con Marco Antonio, e sembrò che l'Egitto stesse diventando una nuova potenza Mediterranea, grazie soprattutto alla Donazione di Alessandria, con la quale Antonio cedette all'Egitto numerosi territori orientali romani e Cleopatra ebbe il titolo di Regina dei Re. Tuttavia l'esercito egizio e flotta tolemaica di Cleopatra, appoggiati dall'esercito di Antonio, subirono la sconfitta ad opera di Ottaviano nella battaglia di Azio del 31 a.C. Scappata in Egitto con 60 navi, qui si uccise, dopo che Ottaviano aveva vinto le ultime resistenze e conquistato il paese.
Poco prima si era suicidato Marco Antonio. Con la caduta di Alessandria, avvenuta il 1º agosto del 30 a.C., l'Egitto divenne una provincia di Roma, retta da un praefectus Alexandreae et Aegypti, scelto nell'ordine equestre. Con la morte di Cleopatra, si estinse la dinastia tolemaica e finì l'età cosiddetta ellenistica, iniziata nel 323 a.C. con la morte di Alessandro Magno.

## Egitto romano
Il principale interesse romano per l'Egitto era costituito dall'approvvigionamento di grano per l'annona della città di Roma. L'amministrazione romana della provincia d'Egitto si stabilì ad Alessandria, sede del prefetto; Roma introdusse nuovi funzionari, nuove forme di tassazione, abolì i titoli di corte tolemaici e l'autonomia della capitale, che perse la sua Bulè; diverse e sostanziali furono le modifiche apportate al sistema tolemaico di governo, tanto che la storiografia più recente parla senza dubbio di Egitto Romano, distinto dall'Egitto Tolemaico. I Greci continuarono a lavorare nella maggior parte degli uffici amministrativi; come tutto l'Oriente ellenistico, greca rimase la lingua utilizzata nella provincia. Il latino, al contrario, si mantenne vivo in ambito militare. Anche la cultura e l'educazione rimasero greche durante il periodo romano. Durante la dominazione romana il commercio con l'India avviato da Tolomeo I subì una grande accelerazione, diventando un'importante risorsa per l'impero.

### Dominazione romana

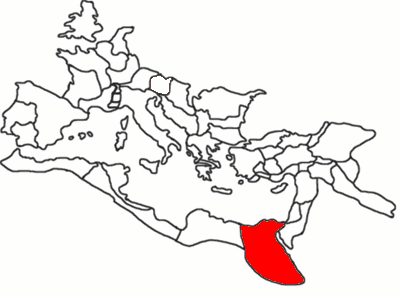
L'Egitto provincia romana nel 120

Il primo prefetto d'Egitto, Gaio Cornelio Gallo, portò l'Alto Egitto sotto il controllo di Roma con un intervento militare e stabilì un protettorato sul distretto della frontiera meridionale, che era stata abbandonata dagli ultimi Tolomei. Il secondo prefetto, Elio Gallo, organizzò una spedizione non riuscita per conquistare l'Arabia: la costa egiziana del Mar Rosso non fu controllata dai Romani fino al regno di Claudio. Il terzo prefetto, Publio Petronio, bonificò dei canali di irrigazione, dando il via a una ripresa dell'agricoltura.

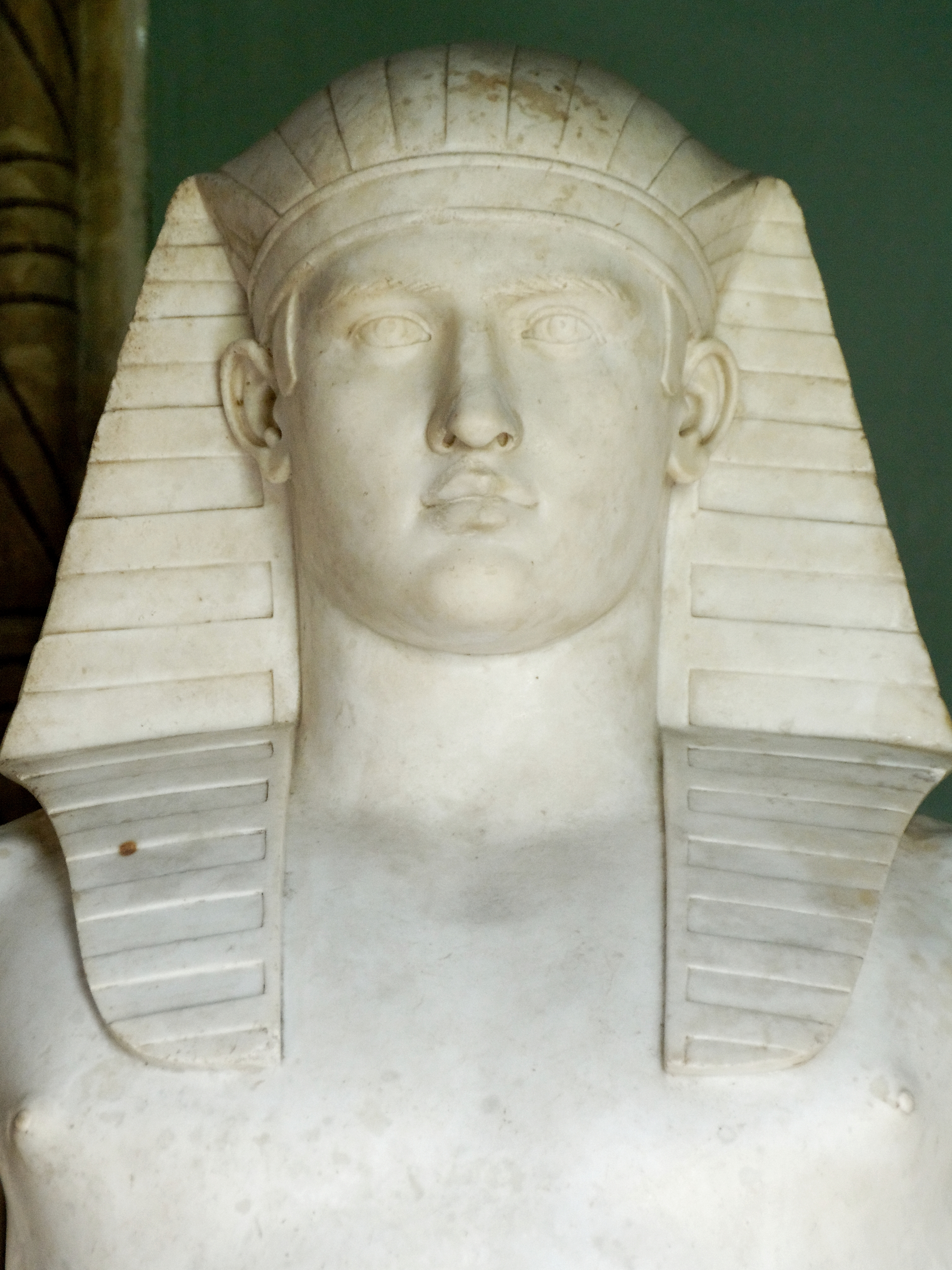
Antinoo come Osiride.

Dal regno di Nerone in poi, l'Egitto conobbe un'era di prosperità che durò circa un secolo.
I maggiori problemi incontrati riguardarono i conflitti religiosi sorti tra Greci ed Ebrei, in particolar modo ad Alessandria, che in seguito alla distruzione di Gerusalemme nel 70 divenne il centro mondiale della religione e della cultura ebraica. Sotto Traiano vi fu una rivolta ebraica, sfociata nella repressione degli Ebrei di Alessandria e nella perdita di tutti i loro privilegi, anche se in seguito vennero rapidamente ripristinati. Adriano, che visitò due volte l'Egitto, fondò Antinopoli in memoria del suo favorito Antinoo e proponendone un culto ellenizzante che lo assimilava al dio egizio Osiride Da allora in avanti furono eretti edifici in stile greco-romano in tutta la regione.
Sotto Marco Aurelio l'eccessiva tassazione condusse gli Egiziani a una rivolta (139), che fu repressa solo dopo alcuni anni di combattimento. Questa Guerra Bucolica causò gravi danni all'economia e segnò l'inizio del declino economico dell'Egitto. Avidio Cassio, che fu a capo delle armate romane nella guerra, si autoproclamò imperatore, e fu riconosciuto dagli eserciti di Siria ed Egitto. All'avvicinarsi di Marco Aurelio, comunque, fu deposto e ucciso, e la clemenza dell'imperatore restaurò la pace. Una rivolta simile scoppiò nel 193, quando Pescennio Nigro fu proclamato imperatore alla morte di Pertinace. L'imperatore Settimio Severo, nel 202, diede una costituzione ad Alessandria e alle capitali provinciali.
L'evento più rivoluzionario nella storia dell'Egitto romano fu l'introduzione del Cristianesimo nel II secolo. Dapprima esso fu vigorosamente osteggiato dalle autorità romane, che temevano le discordie religiose più di ogni altra cosa in un paese nel quale la religione aveva sempre goduto di una notevole importanza. Comunque la nuova religione fece presto seguaci tra gli Ebrei di Alessandria. Da questi passò rapidamente ai Greci, e in seguito si diffuse tra gli Egiziani dell'interno, senza che l'antica religione opponesse molta resistenza.
Caracalla (211-217) concesse la cittadinanza romana anche ai Greci d'Egitto. Nel III secolo vi fu una serie di rivolte militari e civili. Sotto Decio, nel 250, i Cristiani subirono le prime persecuzioni, ma la loro religione continuò a diffondersi. Durante il regno di Gallieno, il prefetto Emiliano si fece proclamare imperatore dall'esercito, finché il legato di Gallieno, Teodoto, non lo sconfisse. Poco dopo Zenobia, regina di Palmira, invase e conquistò l'Egitto, ma nel 272 Aureliano pose fine alla rivolta contro Roma. Due generali di stanza in Egitto, Marco Aurelio Probo e Domizio Domiziano, organizzarono con successo delle rivolte e furono proclamati imperatori. Diocleziano nel 296 sconfisse Domizio e riconquistò Alessandria. In seguito l'imperatore riorganizzò il paese, dividendolo in tre province, poi diventate quattro. L'editto di Diocleziano del 303 contro i Cristiani fu l'inizio di una nuova era di persecuzione. Ma questo fu l'ultimo serio tentativo di frenare la crescita della religione cristiana in Egitto.

## Egitto bizantino
Il regno di Costantino vide la costituzione di Costantinopoli come nuova capitale dell'Impero, e nel corso del IV secolo esso fu diviso in due, con l'Egitto che si ritrovò nella parte orientale. Durante i secoli V e VI l'Impero romano d'Oriente si trasformò lentamente nell'Impero bizantino, uno stato cristiano, di lingua greca, che poco aveva in comune con il vecchio Impero romano, che nel V secolo scomparve davanti alle invasioni barbariche. L'antica cultura egiziana fu gradualmente dimenticata: a causa della sparizione del sacerdozio pagano, nessuno riusciva più a leggere i geroglifici dell'Egitto faraonico, e i templi dell'antica religione furono convertiti in chiese o abbandonati al deserto. Anche la lingua egiziana antica poco a poco si trasformò nella lingua copta, che divenne il linguaggio liturgico del Cristianesimo egiziano.
Con l'Editto di Milano del 313, Costantino pose fine alle persecuzioni contro i Cristiani, e nel 324 fece del Cristianesimo la religione ufficiale dell'Impero.
Il Patriarcato di Alessandria si era notevolmente sviluppato dai primordi del I secolo, e Alessandria era diventata nel III secolo uno dei centri più importanti della cristianità. Non a caso fu proprio quella città ad essere protagonista del primo grande scisma del mondo cristiano, tra i seguaci del sacerdote alessandrino Ario e l'ortodossia, rappresentata da Atanasio di Alessandria. In seguito al Concilio di Nicea del 325, questi divenne arcivescovo di Alessandria e continuò la battaglia contro le idee ariane. La controversia teologica si trasformò in contesa politica, causando rivolte che interessarono gran parte del IV secolo.
La religione ortodossa non trovò, comunque, terreno fertile in Egitto per una facile diffusione. Oltre all'Arianesimo, varie eresie, come lo Gnosticismo e il Manicheismo, trovarono numerosi adepti. Un altro fenomeno religioso, iniziato in Egitto dalle prime persecuzioni, fu il Monachesimo, caratterizzato dalla rinuncia al mondo materiale da parte di cristiani, che si recavano nel deserto per vivere da anacoreti.
Nel corso del IV secolo il paganesimo perse gradualmente i suoi seguaci, fino alla definitiva scomparsa in seguito all'editto teodosiano del 389. Poco più tardi fu distrutto il celebre tempio di Serapide ad Alessandria d'Egitto, la roccaforte pagana nella regione.
Alessandria, la seconda città dell'Impero, continuò ad essere al centro delle violente controversie religiose. Cirillo, patriarca di Alessandria, convinse il governatore della città ad espellere gli Ebrei nel 415. L'uccisione della filosofa Ipazia segnò la fine della cultura classica in Egitto. Un altro scisma nella Chiesa provocò una guerra civile in Egitto.
La controversia monofisita nacque dopo il Concilio di Costantinopoli del 381 e continuò fino al Concilio di Calcedonia del 451, che sancì la vittoria della posizione ortodossa. L'appartenenza della chiesa egiziana al credo monofisita creò gravi problemi a causa dell'ostilità dei rapporti tra il clero e il prefetto, che rappresentava le idee ortodosse della corte imperiale. Sotto Zenone (474-491) vi fu una serie di deposizioni, deportazioni e condanne dei patriarchi alessandrini a favore dei vescovi nominati dall'imperatore.
La pace religiosa arrivò col regno di Anastasio (491-518), ma la situazione economica dell'Egitto era in condizioni disastrose. Lo spopolamento e la crescente miseria, dovuta in parte a un sistema fiscale arbitrario, accompagnate dalla diffusione dei grandi latifondi a scapito delle piccole proprietà terriere, erano alcuni dei mali endemici in cui versava l'Egitto.
Giustiniano (527-565) si impegnò per salvare il paese dall'anarchia, diede nuovo impulso all'attività edilizia e risolse il problema delle incursioni dei Blemmi. Alla diocesi d'Egitto subentrò una divisione in cinque eparchie, amministrate ciascuna da un governatore con funzioni civili e militari. Sotto il regno di Giustiniano scomparve anche l'ultimo baluardo pagano, il tempio di Iside a File. Ma nel 616 i Persiani invasero l'Egitto e occuparono Alessandria. La dominazione persiana durò circa dieci anni, fino a quando le sconfitte subite in Siria e in Mesopotamia per mano delle truppe imperiali non obbligarono i Persiani a ritirarsi. L'imperatore Eraclio riunì le cariche di prefetto e di patriarca nella persona di Ciro, le cui tendenze antimonofisite ingigantirono la frattura religiosa e politica tra l'Egitto e l'Impero.
Nel 639 un imponente esercito arabo, mandato dal califfo Omar ibn al-Khattab, passò dalla Palestina in Egitto e nel 641 conquistò Alessandria. Dopo 973 anni, finiva così la dominazione greco-romana in Egitto.